# ألكسندر لوغونوف
ألكسندر أندريفيتش لوغونوف (مواليد 5 ديسمبر 1989) (بالروسية: Александр Андреевич Логунов) هو رياضياتي روسي، متخصص في التحليل التوافقي والنظرية المحتملة والتحليل الجيومتري.

## مسيرته
حصل لوغونوف على درجة الدكتوراه في العلوم سنة 2015 من جامعة سانت بطرسبرغ الحكومية تحت إشراف فيكتور بيتروفيتش هافين (Виктор Петрович Хавин).
يعمل في مختبر تشيبيشيف للرياضيات التابع لجامعة سانت بطرسبرغ الحكومية، وكذلك في جامعة تل أبيب.
حصل لوغونوف بالاشتراك مع يوجينيا مالينيكوفا على جائزة (Clay Research) لعام 2017.

## روابط خارجية
- الموقع الرسمي
- mathnet.ru